# Friedrich Scheu
Friedrich Scheu (* 3. November 1864 in Standenbühl; † 27. Dezember 1945 ebenda) war Landwirt, Bürgermeister und bayerischer Landtagsabgeordneter. 

## Leben
Scheu besuchte die Volksschule und die Landwirtschaftsschule und war danach Gutsverwalter in Oberhessen. Ab 1896 war er Landwirt in Standenbühl und von 1905 an Bürgermeister der Ortschaft. Seit 1907 war er zusätzlich Distriktsrat in Göllheim.
Von 1912 bis 1918 war er Abgeordneter im Bayerischen Landtag für die Liberale Vereinigung. Bis 1920 war dann Landtagsmitglied für die DDP.